# Flecha Roja (tren suizo)

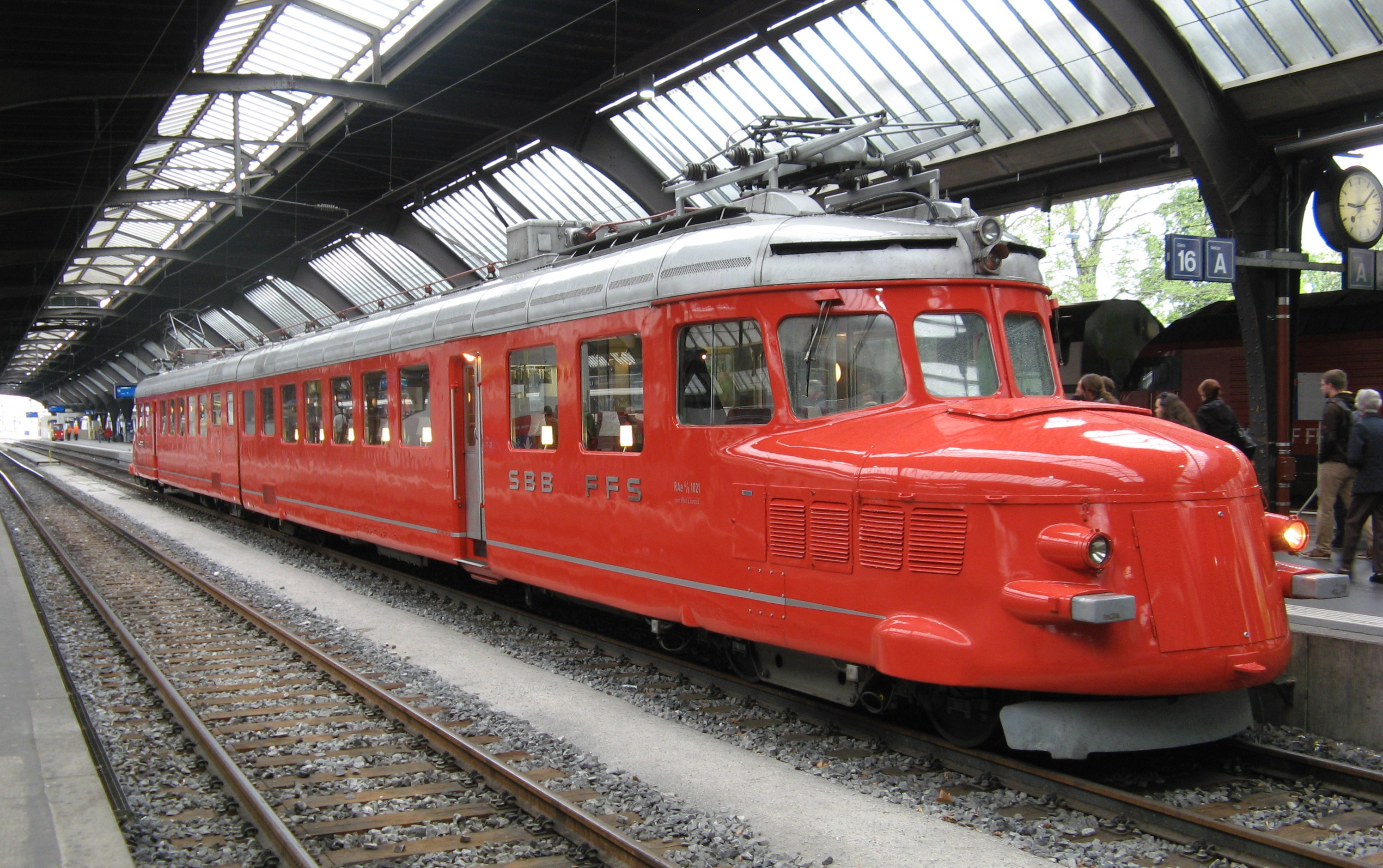
La Flecha Roja en Zürich HB

La Flecha Roja (alemán: Roter Pfeil, francés: Flèche colorete, italiano: Freccia rossa) es un automotor doble construido en los años 1930s por los Ferrocarriles Federales suizos. Se crearon con la intención de ser utilizados en líneas con un bajo volumen de tráfico siguiendo la crisis económica global de 1928. Debido a la demanda creciente, los automotores tuvieron que ser reemplazados por trenes ligeros express. Capaz de alcanzar los 150km/h, la Flecha Roja fue presentada Exposición Nacional suiza de 1939 para exhibir la capacidad de trabajo suiza.
Algunas Flechas Rojas son todavía ocasionalmente operados por SBB Historic.